# 佐々木裕子
佐々木 裕子（ささき ひろこ、1973年〈昭和48年〉10月29日 - ）は日本の経営家、経営コンサルタント。前職は日本銀行行員。

## 来歴
愛知県豊明市生まれ。小学校の頃は男子とばかり遊んでいたことでいじめにあった。そのため、中学校は地元ではなく、南山中学校女子部に入学した。中学時代に外交官が華やかだと感じ、外交官を目指していくことになった。南山高等学校女子部から東京大学に入学。東大1年次に外務省にアルバイトで働いたが、国会答弁の作成など、自身の考えていたイメージにギャップを抱いたという。東京大学法学部卒業。
1996年 日本銀行入行。入行後は本来なら新人が採用されない不良債権処理の部署に配属された。最初の担当は銀行に考査に入り、不良債権を査定する日銀考査であった。その後は各金融機関の資金繰りなどをモニタリングする花形部署の一つへ移動した。
2001年 日銀を退行し、マッキンゼー・アンド・カンパニー入社。
2010年10月 女性リーダーの育成を目指し、（株）チェンジウェーブを設立。
2016年9月1日 （株）リクシスを設立。代表取締役社長兼CEO。

### 略歴
- 1996年4月 - 日本銀行入行（〜2001年2月）
- 2001年4月 - マッキンゼー・アンド・カンパニー入社（〜2009年10月）。
- 2010年10月 - （株）チェンジウェーブを設立。
- 2016年9月1日 - （株）リクシスを設立。代表取締役社長兼CEO。
- 2021年6月 - 新生銀行社外取締役（〜2022年6月）。
- 2022年10月 - 三井住友DSアセットマネジメント社外取締役。

## 人物・主張
- 中学時代から英語の弁論大会に出るほどの英語好きだったという[6]。
- 日銀では1年目から金融機関の不良債権の査定などをしていたという[6]。